# James Ward (Psychologe)
James Ward (* 27. Januar 1843 in Kingston upon Hull; † 4. März 1925) war ein englischer Psychologe und Philosoph. Er war Mitglied der Cambridge-Apostles.

## Leben
Ward wurde in Kingston upon Hull als ältestes von neun Kindern geboren. Sein Vater war ein wenig erfolgreicher Geschäftsmann. Ward musste seine Schulausbildung vorzeitig beenden, als sein Vater in Konkurs ging.
Ward ging vier Jahre lang bei einem Liverpooler Architekten in die Lehre, studierte Griechisch und Logik und arbeitete als Lehrer an einer Sonntagsschule. Im Jahr 1863 trat er in das Spring Hill College in der Nähe von Birmingham ein, um sich für den Dienst bei den Kongregationalisten ausbilden zu lassen. Der exzentrische und verarmte Student blieb bis 1869 in Spring Hill, wo er sein Theologiestudium abschloss und einen BA-Abschluss der University of London erwarb.
In den Jahren von 1869 bis 1870 erhielt Ward ein Stipendium in Deutschland, wo er Vorlesungen von Isaac Dormer in Berlin besuchte, bevor er nach Göttingen ging, um bei Hermann Lotze zu studieren. Nach seiner Rückkehr nach Großbritannien wurde Ward Pfarrer an der Emmanuel Congregational Church in Cambridge, wo sein theologischer Liberalismus seine Gemeinde unglücklicherweise in Aufruhr versetzte. Henry Sidgwick hatte Verständnis für Wards missliche Lage und ermutigte ihn, an der Universität Cambridge zu studieren. Ward erhielt 1873 ein Stipendium für das Trinity College und erreichte 1874 einen erstklassigen Abschluss im Fach Moralwissenschaften.
Mit seiner Dissertation gewann Ward 1875 ein Trinity-Stipendium. Ein Teil seiner Arbeit wurde im ersten Band der neuen Zeitschrift Mind (1876) veröffentlicht.
In den Jahren von 1876 bis 1877 kehrte er nach Deutschland zurück und studierte am physiologischen Institut von Carl Ludwig in Leipzig. Zurück in Cambridge, setzte Ward seine physiologischen Forschungen unter Michael Foster fort und veröffentlichte 1879 und 1880 zwei physiologische Arbeiten.
Ab 1880 wandte sich Ward von der Physiologie ab und der Psychologie zu. Sein Artikel Psychology für die neunte Ausgabe der Encyclopædia Britannica, in dem er die assoziationistische Psychologie kritisierte und die aktive Aufmerksamkeit des Geistes für die Welt betonte, wurde sehr einflussreich.
Ward war ein starker Befürworter der Frauenbildung und lernte seine in Irland geborene Frau Mary (geborene Martin) kennen, als sie eine seiner Vortragsreihen besuchte. Das Paar heiratete am 31. Juli 1884 in Nottingham und ließ sich in Cambridge nieder. Sie hatten zwei Töchter und einen Sohn.
Ward wurde 1897 auf den neuen Lehrstuhl für Mentalphilosophie und Logik gewählt. Zu seinen Schülern gehörten George Edward Moore, Bertrand Russell, Muhammad Iqbal und George Frederick Stout. Von 1919 bis 1920 war er Präsident der Aristotelian Society.

## Philosophie
Ward vertrat eine Philosophie des Panpsychismus, die auf seinen Forschungen in Physiologie und Psychologie beruhte und die er als "spiritualistischen Monismus" bezeichnete. In seinen Gifford Lectures und seinem Buch Naturalism and Agnosticism (1899) argumentierte er gegen Materialismus und Dualismus und befürwortete eine Form des Panpsychismus, bei dem die Realität aus einer Vielzahl von Aktivitätszentren besteht. Wards philosophische Ansichten sind eng mit dem pluralistischen Idealismus von Gottfried Wilhelm Leibniz verwandt. Ward war der Ansicht, dass das Universum aus "psychischen Monaden" verschiedener Ebenen besteht, die zur gegenseitigen Selbstverbesserung interagieren. Seine theologischen Ansichten wurden von einigen als "persönlicher Panentheismus" bezeichnet.

## Ausgewählte Schriften
- Psychology in Encyclopaedia Britannica, 9th edition, Vol. 20, Edinburgh: Black 1886, 37–85.
- Naturalism and Agnosticism. The Gifford Lectures Delivered Before the University of Aberdeen in the Years 1896–1898, 2 volumes, London 1899: Adam and Charles Black.
- The Realm of Ends or Pluralism and Theism. The Gifford Lectures Delivered in the University of St. Andrews in the Years 1907–10, Cambridge 1911: Cambridge University Press.